# Бицадзе, Михаил Вячеславович
Михаил Вячеславович Бицадзе (род. 18 ноября 1999, Тамбов) — российский хоккеист, нападающий.

## Биография
Начал заниматься хоккеем в 3,5 года в Тамбове, первый тренер В. В. Чёрный. Занимался в московских хоккейных школах «Марьино» (2006—2007), «Русь» (2007—2008), ЦСКА (2009—2014), «Динамо» (2014—2016).
В сезоне 2015/16 дебютировал в команде МХЛ ХК МВД Балашиха (с сезона 2017/18 — МХК «Динамо» Москва). В сезоне 2016/17 играл в ВХЛ за «Динамо» Балашиха. В сезоне 2017/18 провёл два матча в КХЛ за «Динамо» Москва. Играл в ВХЛ за аффилированные с «Динамо» команды «Буран» Воронеж (2018/19), «Динамо» Тверь — Красногорск (2019/20 — 2020/21). Сезон 2021/22 начал в команде ВХЛ «Тамбов», затем перешёл в «Рязань», которую покинул 20 декабря 2022 года.
Участник юниорского чемпионата мира 2016 года. Бронзовый призёр юниорского чемпионата мира 2017 года.